# Synagoga w Łodzi (ul. Graficzna 4)
Synagoga przy ulicy Graficznej 4 – synagoga pochodząca z okresu przedwojennego, położona niegdyś w Łodzi, przy ulicy Graficznej 4. 
Podczas II wojny światowej okupanci niemieccy zdewastowali synagogę. 
Budynek po wojnie został przebudowany, zachował jednak kilka charakterystycznych cech – pilastry, półkoliste okienka, a z tyłu trzy prostokątne wnęki, po zamurowanych oknach. Nad środkowym przetrwało tondo i zwieńczenie w kształcie podkowy z gzymsem. 
Prawdopodobnie budynek składał się z dwóch części – dom modlitwy z chederem.
Obecnie budynek już nie istnieje.